# Podmorje oko rta Ćuf na Krku
Podmorje oko rta Ćuf na Krku este o arie protejată (sit de importanță comunitară — SCI) din Croația întinsă pe o suprafață de 53,12 ha, integral marine.

## Localizare
Centrul sitului Podmorje oko rta Ćuf na Krku este situat la coordonatele 45°08′45″N 14°31′30″E / 45.145712°N 14.524968°E.

## Înființare
Situl Podmorje oko rta Ćuf na Krku a fost declarat sit de importanță comunitară în iulie 2013 pentru a proteja un număr necunoscut de specii din flora spontană și fauna sălbatică aflate în arealul zonei.

## Biodiversitate
Situată în ecoregiunea marină mediteraneană, aria protejată conține 2 habitate naturale: Recifuri, Golfuri mici largi și golfuri puțin adânci.
La baza desemnării sitului se află un număr nedeclarat de specii protejate.